# Ушжарма
Ушжарма (каз. Үшжарма) — село в Балхашском районе Алматинской области Казахстана. Входит в состав Баканасского сельского округа. Код КАТО — 193630300.

## Население
В 1999 году население села составляло 330 человек (165 мужчин и 165 женщин). По данным переписи 2009 года, в селе проживало 296 человек (149 мужчин и 147 женщин).

## Топографические карты
- Лист карты L-43-116 Акжар. Масштаб: 1 : 100 000. Состояние местности на 1981 год. Издание 1987 г.